# Manuel Doutel de Figueiredo Sarmento
Manuel Doutel de Figueiredo Sarmento war ein portugiesischer Kolonialverwalter.
Am 2. Mai 1751 trat er das Amt des Gouverneurs von Timor und Solor an. Er folgte damit Manuel Correia de Lacerda, der im selben Jahr, gegen Ende seiner dreijährigen Amtszeit, gestorben war. Zwischenzeitlich hatte ein Regierungsrat (Conselho Governativo) aus Pater Jacinto da Conceição und dem Topasse-Führer und Generalkapitän (Capitão-Mor) João da Hornay die Verwaltung der Kolonie geführt. Zu dieser Zeit befand sich Sarmento schon auf der Anreise aus Goa, wie ein Brief des Bischofs von Malakka vom 10. Dezember 1750 belegt.
Sarmento übernahm den Gouverneursposten in einer Zeit des Niedergangs der portugiesischen Herrschaft in dieser Region. 1749 hatten Portugiesen und die mit ihnen verbündeten Topasse eine vernichtende Niederlage bei der Schlacht von Penfui gegen die Niederländische Ostindien-Kompanie (VOC) einstecken müssen. Im April 1751 erhoben sich die Liurais (Herrscher) von Servião (Westtimor) gegen die Topasse und Portugiesen und 1756 schloss ein Großteil von ihnen mit dem Vertrag von Paravicini ein Bündnis mit der VOC, womit die bis heute bestehende politische Teilung der Insel Timor eingeleitet wurde.
Sarmento blieb bis 1756 im Amt. Einige Internetquellen geben fälschlicherweise eine Amtszeit bis 1759 an und unterschlagen dabei Sarmentos Nachfolger Vicento Ferreira de Carvalho.

## Belege
- History of Timor – Technische Universität Lissabon (PDF-Datei; 805 kB)